# Stadion Na Šlajsi
Stadion Na Šlajsi – stadion piłkarski w Lanžhocie, w Czechach. Został otwarty w 1985 roku. Może pomieścić 5500 widzów. Swoje spotkania rozgrywają na nim piłkarze klubu TJ Sokol Lanžhot. Obiekt był jedną z aren Mistrzostw Europy U-16 w 1999 roku. Rozegrano na nim dwa spotkania fazy grupowej tego turnieju.